# Вардидзе, Эммануил Павлович
Эммануил Вардидзе (1886—25 марта 1966) — грузинский католический священник, политзаключённый.

## Биография
Родился в 1886 году в селе Арал под Ахалцыхом Тифлисской губернии в большой семье (один из двух его братьев стал священником-иезуитом и миссионером, а одна из двух сестёр — монахиней в грузинском католическом монастыре в Стамбуле). С девяти лет учился в школе при этом монастыре, там же в Стамбуле окончил духовную семинарию, после чего продолжил образование в Риме. Рукоположён в священный сан в 1909 г. В 1914 г. вернулся в Грузию, служил в Ахалцыхе, затем в Тифлисе, с 1921 года — настоятель прихода свв. апп. Петра и Павла. Приехавший в Тбилиси апостольский визитатор архиепископ Адриаан Сметс назначил его своим викарием. 7 марта 1927 г. обратился к апостольскому нунцию в Варшаве с просьбой о материальной помощи и в этом письме назвал себя «генеральным викарием Грузии, апостольской провинции Армении и Азербайджана»; письмо было передано примасу Польши и опубликовано с комментариями. В этой связи в 1928 г. о. Эммануил Вардидзе был арестован, но благодаря вмешательству итальянских дипломатов в 1929 г. был освобождён из тюрьмы.
7 сентября 1929 г. — вновь арестован по обвинению в попытке нарушения государственной границы (согласно донесению о. Дионисия Калатазова, адресованному еп. Пию-Эжену Невё, «он отправился к турецкой границе в районе Ахалциха. Неизвестно, хотел ли он перейти границу сам или передать послание через турецких солдат») и приговорён к 5 годам ИТЛ. По состоянию на март 1936 года находился в одном из лагерных отделений Карлага (под Карагандой). В 1940 г. освобождён из лагеря и отправлен в ссылку, где позднее, очевидно, был в очередной раз арестован, приговорён предположительно к 10 годам ИТЛ и отправлен в Тайшетлаг (о встрече в 1951 году со священником из Тбилиси, не называя его по имени, упоминает сестра-доминиканка Люция Давидюк, работавшая в то время фельдшером в медпункте Тайшетлага).
После освобождения из лагеря вернулся в Тбилиси, служил в кафедральном соборе свв. апп. Петра и Павла.
25 марта 1966 г. скончался в Тбилиси и был похоронен рядом с собором.